# Arkoudi
L'isola di Arkoudi (in greco: Αρκούδι), anticamente chiamata anche Arkoudio o Arkoudion, è un'isola greca delle Echinadi, nel Mar Ionio. È amministrata dal Comune di Itaca e si trova a nord di quest'isola, nonché a sud di Lefkada. Dal 1864 fino alla riorganizzazione avvenuta tra  la metà e la fine del XX secolo, ha fatto parte della prefettura di Lefkada.
Alla fine del ventesimo secolo, l'isola fu acquistata da un consorzio sudafricano guidato da Giorgos Stavroupoulos che progettò lo sviluppo e la colonizzazione dell'isola per ospitare persone facoltose, prevedendo la costruzione di un parco residenziale con 140 residenze private, centri commerciali esclusivi, hotel, campi da tennis, un maneggio e un campo da golf con 18 buche.

## Isole e isolotti circostanti
- Leucade a nord
- Meganisi a nord-est
- Itaca a sud-est
- Cefalonia a sud